# Georg Rudolph Faesch
Georg Rudolph Faesch (1710-1787) fue un ingeniero, militar, traductor y escritor de Alemania.

## Biografía
Faesch era un ingeniero y escritor nacido en 1710 y fallecido en 1 de mayo de 1787, de una ilustre familia originaria de Basilea que dio diversos eruditos en diversas materias, como Jacques Faesch (1571-1652), jurisconsulto estimable; Remigius Faesch (1595-1667), quien estudia la jurisprudencia en Génova, Lyon, Bourges, y realizó viajes por Francia, Alemania e Italia, ocupando diversas cátedras de derecho y constituyó un gabinete de medallas y antigüedades, dejando escritas obras como las siguientes: De pignoribus et hypothecis, Basileae,1660, De fidejussoribus, Basileae, 1658 o Sebastian Faesch (1647-1712) profesor de derecho en Basilea quien dejó escritas una Disertación de la vida de Cicerón, Una disertación de eruditos excelentes, Una carta sobre una medalla rara de Palaemon Evergete, Basilea, 1680.
Faesch era hijo de Jean-Rudolph Feasch (-1742), quien era oficial superior del cuerpo de ingenieros al servicio del elector de Sajonia y arquitecto del regimiento de cadetes de Dresde, quien dejó varias obras escritas como las siguientes: Plan de cualquier príncipe para instruir a sus hijos en cualquier rama de las ciencias matemáticas, Dresde, 1713, in-4º,  Los medios de hacer los ríos navegables, Dresde, 1728, in-8º, Diccionario de la ingeniería de guerra, de la artillería y de la marina, Dresde, 1735, in-8º, Principios elementares de fortificación, Dresde, 1735, in-fol.
Faesch llegó al grado de general mayor y era jefe de los ingenieros de la provincia de Sajonia y dirigió las fortificaciones de Dresde, y dejó varias obras escritas, como las siguientes: una traducción en alemán de la obra de Puysegur El arte de la guerra, Leipzig, 1753, in-4º, una traducción francesa de una obra de Federico II el Grande Instrucciones militares del rey de Prusia para sus generales, 1761, Reglas y principios del arte de la guerra, en alemán Historia de la guerra de Sucesión Austriaca y Reflexiones sobre el orden y las maniobras de la infantería.

## Obras
- Traducción en alemán de la obra de Puysegur L'art de la guerre, Leipzig, 1753,in-4º.
- Réveries du marechal de Saxe, Leipzig, 1757, in-fol.
- Traducción del alemán al francés Instruction militaire du roi de Prusse pour ses généraux, 1761.
- La tactique selon les reglements Prussiennes, Fráncfort, 1770, 2 vols.
- Regles et principes de l'art de la guerre, Leipzig, 1771, 4 vols., in-8º.
- Reflexions sur l'ordre et  les maneuvres de l'infanterie, Bayeux, 1778.
- Histoire de la guerre de la sucession d'Autriche 1740-1748, Dresde, 1787, in-8º (en alemán)